# Neuapostolische Kirche (Berlin-Schöneberg)

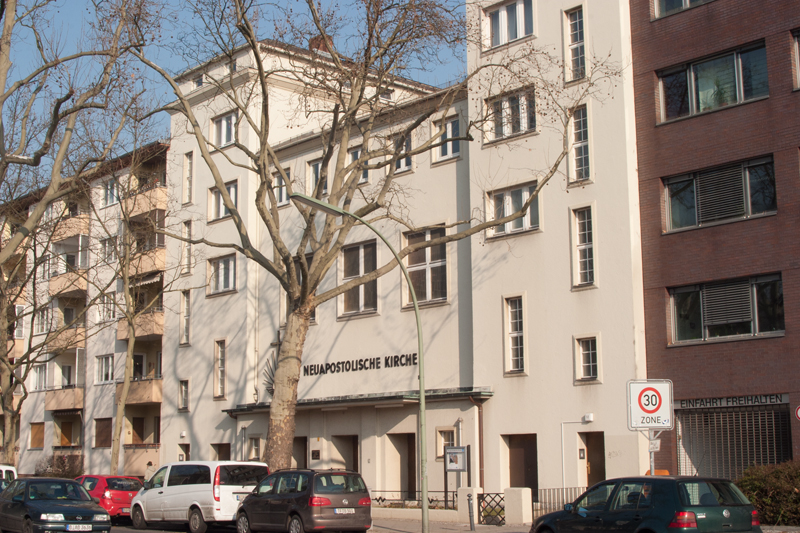
Kirchengebäude in der Erfurter Straße 12

Die ehemalige Neuapostolische Kirche Berlin-Schöneberg ist ein aus dem Jahr 1928 stammendes Gotteshaus der Neuapostolischen Kirche Berlin-Brandenburg. Am 23. März 2022 wurde die Kirche geschlossen.

## Lage
Das Gebäude befindet sich in der Erfurter Straße 12 im Berliner Ortsteil Schöneberg des Bezirks Tempelhof-Schöneberg. Es ist in Nordost-Südwest-Richtung ausgerichtet und bildet einen baulichen Verbund mit benachbarten Wohnmietshäusern.

## Geschichte der Gemeinde
Die schnell ansteigende Einwohnerzahl der Randgebiete Berlins brachte auch eine Zunahme der Christen verschiedener Religionsrichtungen mit sich. Sie trafen sich alsbald zur Abhaltung von Gottesdiensten in Gaststättenräumen, privaten Einrichtungen oder den ersten Kirchengebäuden. Die Anhänger des Neu-Apostolischen Glaubens aus Schöneberg besaßen zum Ende des 19. Jahrhunderts in der Merseburger Straße ein erstes Sakralgebäude, zu dem auch die Neuapostolischen aus Tempelhof bei Berlin gepfarrt waren. Im Jahr 1897 mieteten die Tempelhofer Geschwister in der Tempelhofer Berliner Straße 88 (später umbenannt in Tempelhofer Damm und umnummeriert: 208) in der ersten Etage des Hinterhauses eine kleine Wohnung. Die rund 25 Geschwister wurden bis zum Jahr 1900 von dem Priester der Gemeinde Schöneberg seelsorgerisch betreut. Danach bekamen sie einen eigenen Unterdiakon und schieden aus den gemeinsamen Andachten aus. In Schöneberg verblieben etwa 80 Geschwister.
Die Schöneberger Christen erwarben Mitte der 1920er Jahre Bauland in der Erfurter Straße 12 und errichteten hier ihre Gebetsstätte.
In den späten 1930er Jahren bildeten die Geschwister aus Schöneberg einen gemeinsamen Pfarrbezirk mit SO 36 am Schmollerplatz.
Ab dem Jahr 1990, beginnend mit dem Mauerfall in Berlin und der deutschen Wiedervereinigung entstanden neue Organisationsformen. Einige Apostel-Gemeinden aus den kommunalen Bezirken Schöneberg, Tempelhof und Charlottenburg bildeten die Gebietskirche Berlin West.
Am 9. August 2020 fusionierten die Gemeinde Wilmersdorf und Schöneberg. Mit der Profanierung des Gotteshauses in Schöneberg am 23. März 2022 wurde die Kirchengemeinde geschlossen, ihre Mitglieder feiern seitdem gemeinsam in Wilmersdorf Gottesdienste. Am 26. März 2022 bezog die ehemalige Gemeinde das frisch renovierte Kirchengebäude Gemeinde Berlin-City West in der Ravensberger Straße im Berliner Ortsteil Wilmersdorf.
Bis zum 23. März 2022 gehörte die Gemeinde Schöneberg/Wilmersdorf mit 16 weiteren Gemeinden zum Bezirk Berlin-Brandenburg-West der Neuapostolischen Kirche Berlin-Brandenburg.

## Kirchengebäude

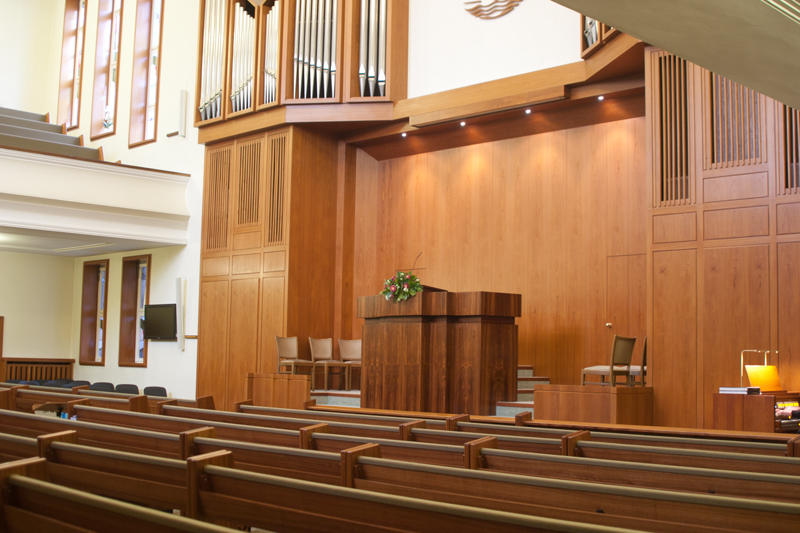
Kirchenschiff

Die Neuapostolische Kirche wurde nach einem Entwurf von Albert Gericke zwischen 1926 und 1928 erbaut und am 12. August 1928 eingeweiht. Es handelt sich um ein Bauwerk der Moderne mit expressionistischen Anklängen. Das Gebäude besteht aus einem dreigeschossigen Mittelbau, der von zwei fünfgeschossigen Turmrisaliten flankiert wird. Vor dem Hauptbau befand sich vor dem Zweiten Weltkrieg ein dreiachsiger Eingangsvorbau mit flachem Giebel und rechteckigen Sprossenfenstern.
Die Mauerwerkfassade des Gebäudes ist grau verputzt und trägt keinerlei Verzierungen. Im Haus sind außerdem fünf Wohnungen eingerichtet, die stetig vermietet waren und sind.
Der Hauptraum der Kirche mit rechteckigem Grundriss bietet Platz für rund 1000 Personen. Er ist mit einem Altarpodest und drei Emporen ausgestattet. Nach dem Zweiten Weltkrieg wurde das Bauwerk bei der Beseitigung von Kriegsschäden leicht verändert, unter anderem erhielt der Vorbau ein einfaches Flachdach.
Nach der endgültigen Gemeindefusion mit den Wilmersdorfern begann ein schrittweiser Umzug in das dortige, erneuerte Kirchengebäude, der bis zum 30. April 2022 beendet wird. Die kircheneigene Bauabteilung wird dann eine Entscheidung über die Weiterverwendung oder den Verkauf des Hauses treffen.

## Gemeindeleben
Neben den wichtigen Zeremonien wie Gottesdiensten, Taufen, Hochzeiten, Versiegelungen, Trauerfeiern gab es ein reichhaltiges Gemeindeleben: von einem jährlichen Gemeindefest, über Chorauftritte, Seniorenausfahrten, Teilnahme an Kirchentreffen und auch einfach gemeinsame Arbeit in der Gemeinde ist alles dabei gewesen.
Die NAK Schöneberg unterhielt enge Verbindungen mit einer NAK-Gemeinde aus Malawi, es fanden auch Jugendaustausche statt.